# Defil Kosmos
Defil Kosmos – polska gitara elektryczna produkowana w latach 1978–1984, luźno wzorowana na gitarze Gibson Moderne, produkowana w Dolnośląskiej Fabryce Instrumentów Lutniczych Defil w Lubinie. Defil Kosmos był najczęściej wykorzystywaną gitarą przez młode polskie zespoły w latach 80. XX w.